# 玫瑰宫

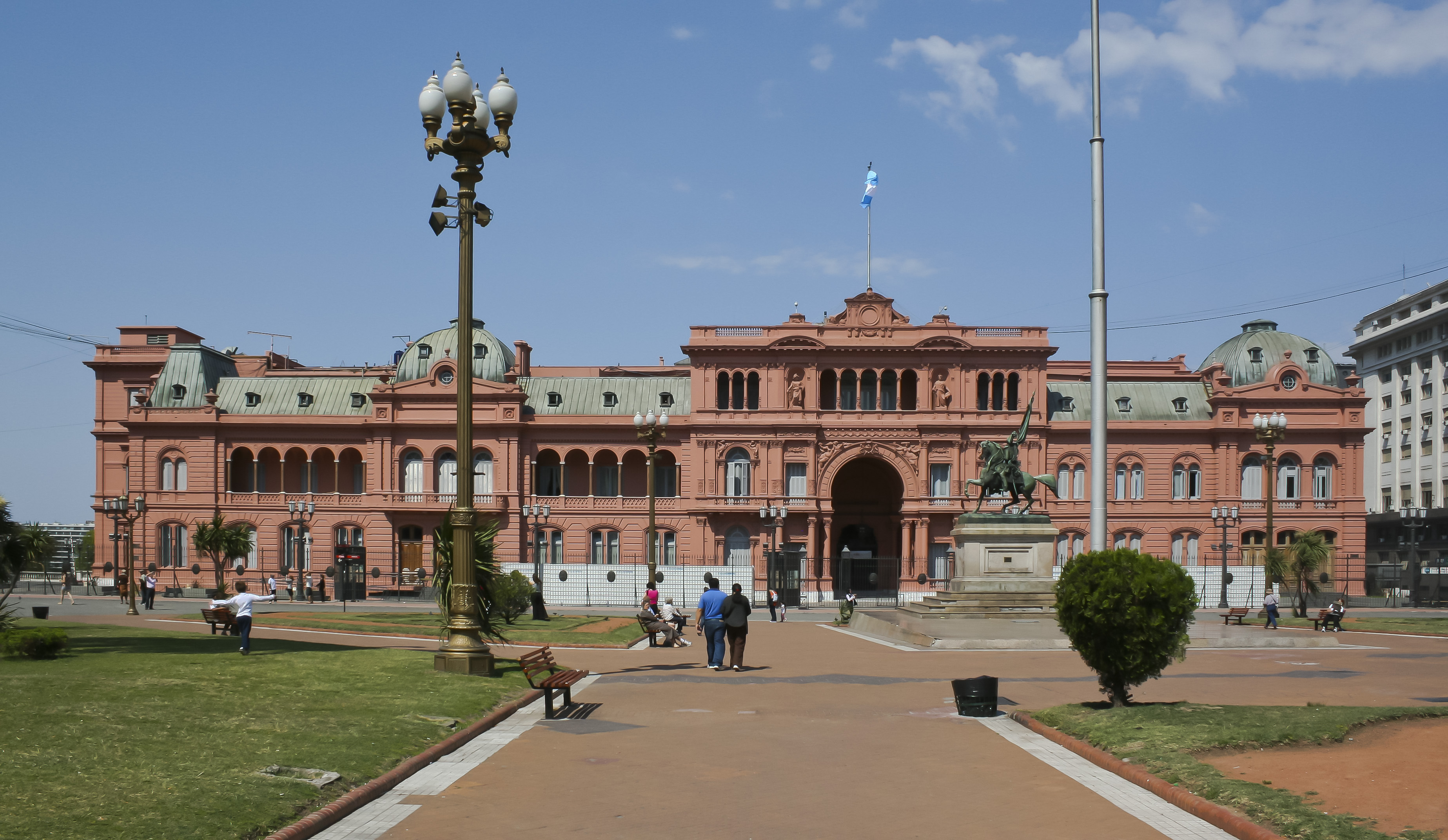
Vista general de la fachada.

玫瑰宫（西班牙語：Casa Rosada、西班牙語發音：[ˈkasa roˈsaða]），也称政府宫（Casa de Gobierno）或总统府，是阿根廷共和国行政机关以及阿根廷国家总统办公的所在地。
建筑位于布宜诺斯艾利斯市蒙塞拉特区巴尔卡斯街50号，历史悠久的五月广场的前方。这座建筑的特点是外墙涂为粉红色，并被认为是阿根廷最有历史纪念意义的建筑之一。1942年，被宣布为阿根廷国家遗产。

## 历史
- 1594年，费尔南多·奥蒂斯·德·撒拉德将军（FERNANDO ORTIZ DE ZÁRATE)主持修建了一个名为唐胡安·巴尔塔萨尔·德·奥斯特利亚的堡垒（DON JUAN BALTAZAR DE AUSTRIA)。1713年，做了改建，占地增加到一公顷，四周挖掘了深深的壕沟，以增加堡垒的安全。该城堡从建成后一直是西班牙统治者的行政指挥中心。
- 1810年，五月革命后，阿根廷正式摆脱了西班牙独立建国。
- 1820年，阿根廷第一任总统里瓦达维亚（BERNARDINO.T.RIVADAVIA），下令对堡垒进行了重要的改建。
- 1850年，原有的堡垒基本完全拆除，只留下一堵箭墙。在原址修建了新海关。1873年，又在政府北楼的南面修建了邮政中心大楼。
- 1894年，路易斯·培尼亚总统（LUIS SÁENZ PEÑA）当政。由意大利设计师弗朗西斯哥（FRANCISCO TAMBURINI）负责，修建了一座拱门。将原来分开的南楼北楼连接了起来，形成了今天总统府的主体基本面貌，暨一栋三层楼的意大利式风格的组合大楼。[2][3]
- 1898年，胡利奥·罗卡（JULIO.A.ROCA）总统第二次任总统期间，宣布正式把玫瑰宫作为总统的办公之地。

## 府内主要大厅

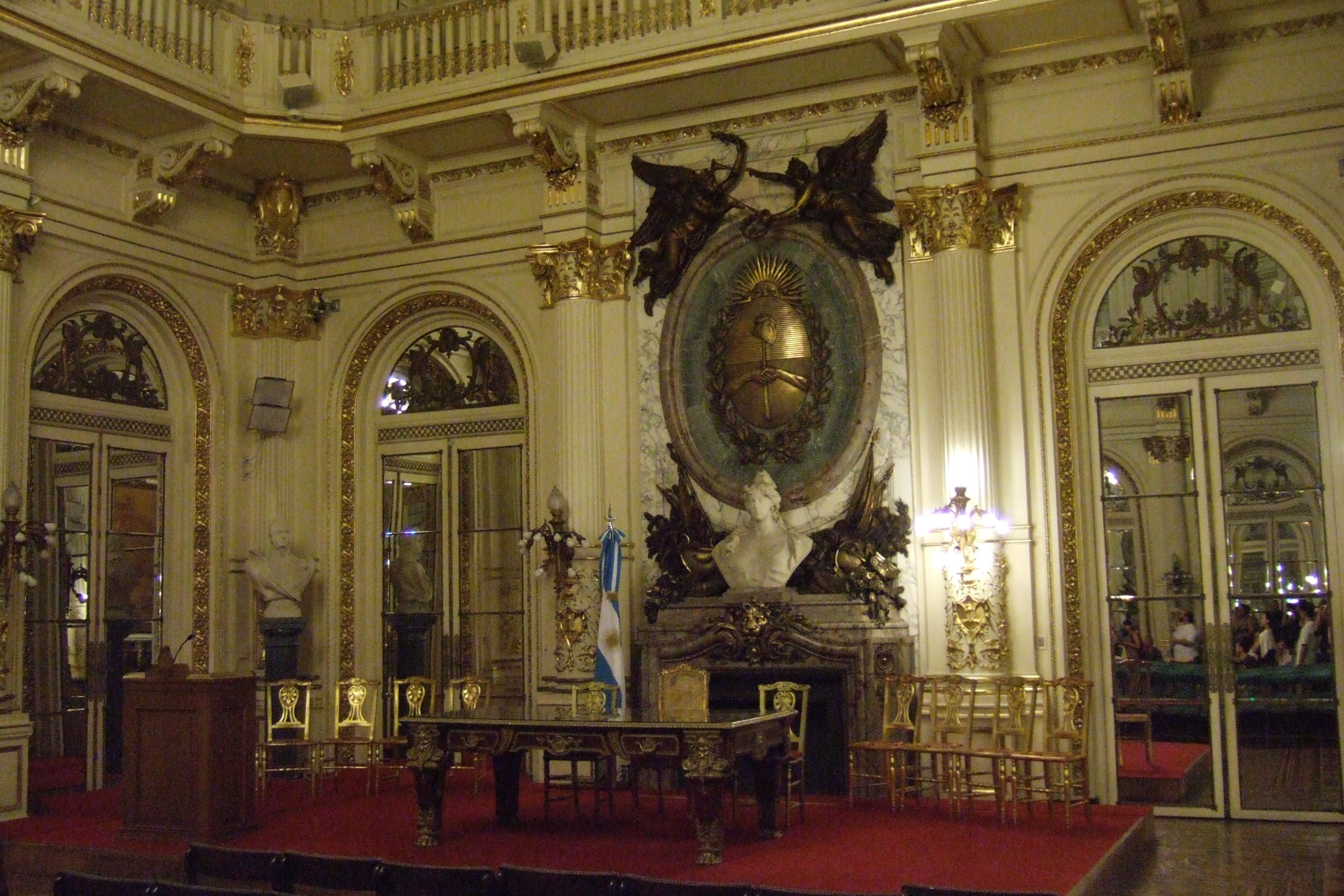
白厅

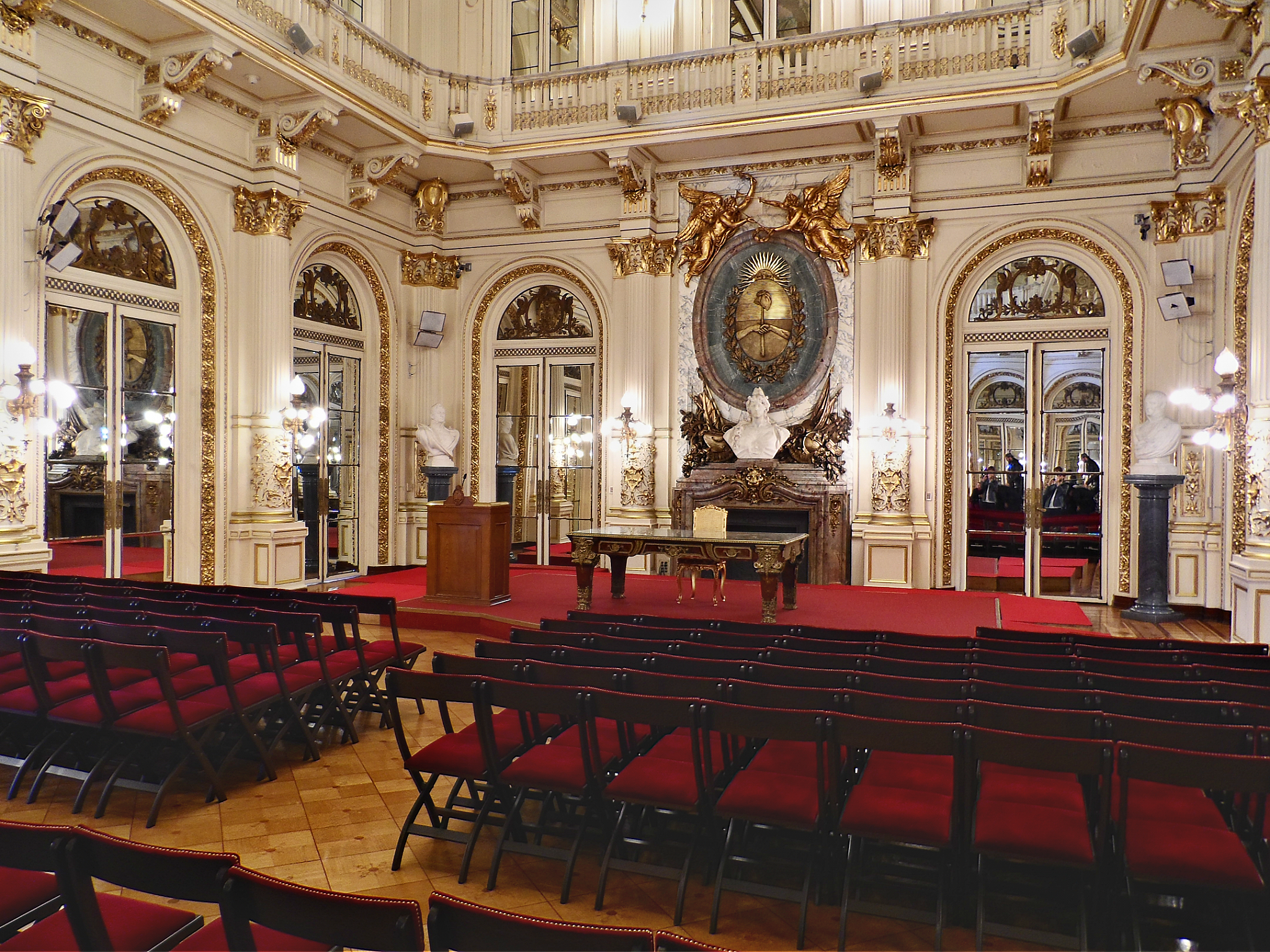
位于玫瑰宫一楼的白厅

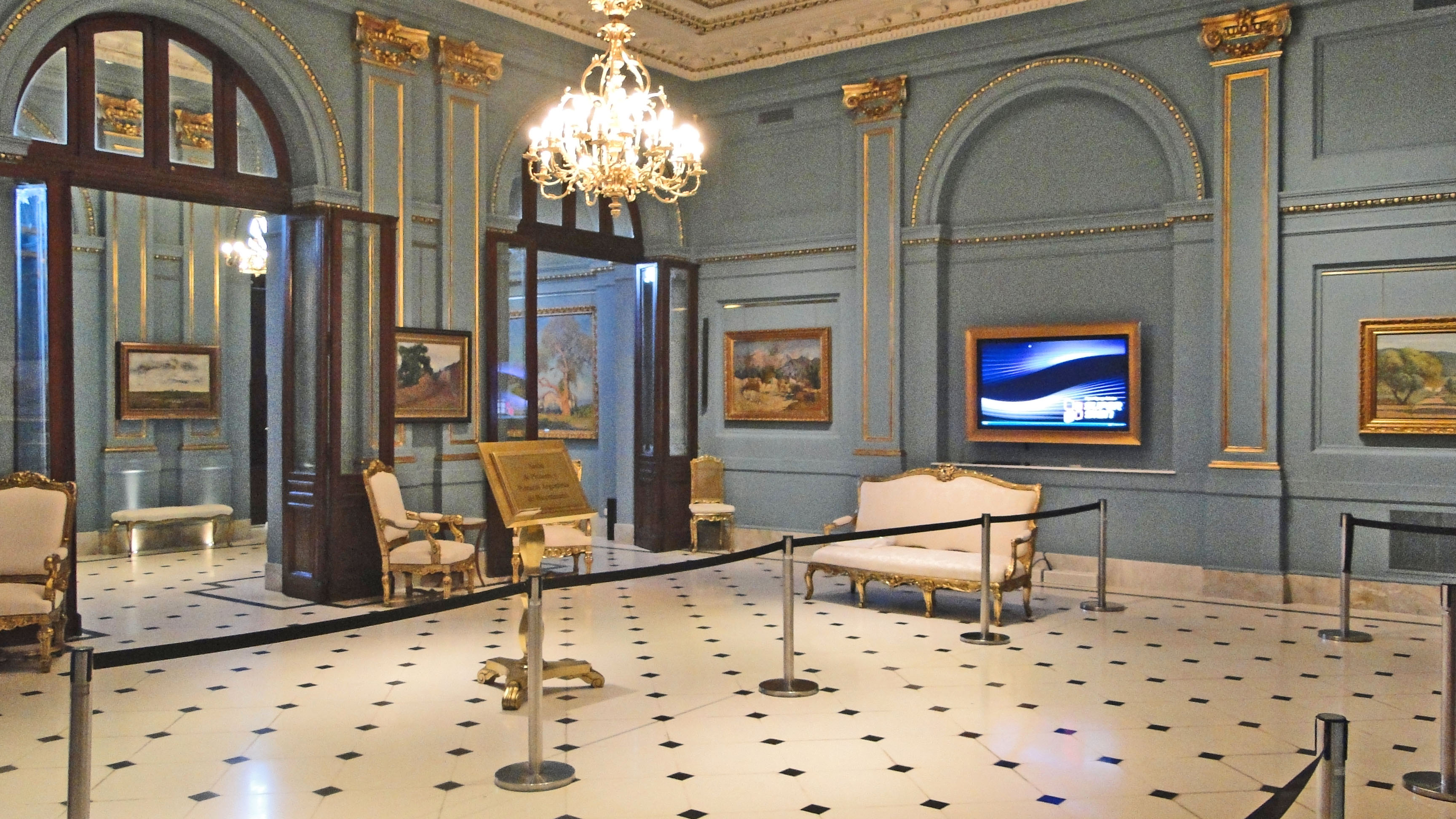
位于官邸地下一层的蓝厅

- 白厅（Salón Blanco）：原来的厅内装饰皆为白色，故名白厅。白厅是府内最重要的大厅，总统上任交接，政府部长就职宣誓，总统接见外国元首、大使等重要国事活动都在此厅举行。
- 北厅（Salón Norte）：该厅是总统和内阁总理召集政府部长讨论国事的地方。总统和内阁总理也在此约见各省政要和召开记者会。
- 荣誉厅（Galería de Bustos）：该厅陈列了1810年以来历届总统的半身大理石塑像。
- 意大利楼梯（Escalera Italia）：阿根廷的主要移民来自西班牙和意大利。在通往白厅的楼梯中，一个楼梯被命名为意大利楼梯，布置有意大利政府赠送的雕塑等艺术品。
- 法国楼梯（Escalera Francia）：在十九世纪，法国是最重要强大的国家，也是当时世界的文化艺术中心。连接白厅的另一个楼梯被命名为法国楼梯也就不足为奇。这里也布置了法国政府赠送的礼品。
- 棕榈广场（Plaza de Las Palmeras）：府内唯一的一个小花园，栽有四棵棕榈树。棕榈树是阿根廷国土上最有代表性的树种。

### 白厅
白厅连同南厅、北厅是阿根廷总统接见外国元首、大使等重要国事活动的举行地。白厅地板由1903年从比利时运来的斯拉沃尼亚橡木制成，并为二百周年庆翻新。
该厅的原始设计及建造出自意大利建筑师弗朗切斯科·坦布里尼之手。大厅周边柱子柱头采用爱奥尼柱式和科林斯柱式的复合，柱身雕刻西洋穴怪圖像，包括花瓶、奇美拉鸟、老鼠簕叶和阿根廷国徽。
房间中央悬挂着一盏金色青铜枝形吊燈，该吊灯由法国制造并由布宜诺斯艾利斯阿扎雷托兄弟安装，重1250公斤并共有192盏灯。房间周围还装有壁灯。

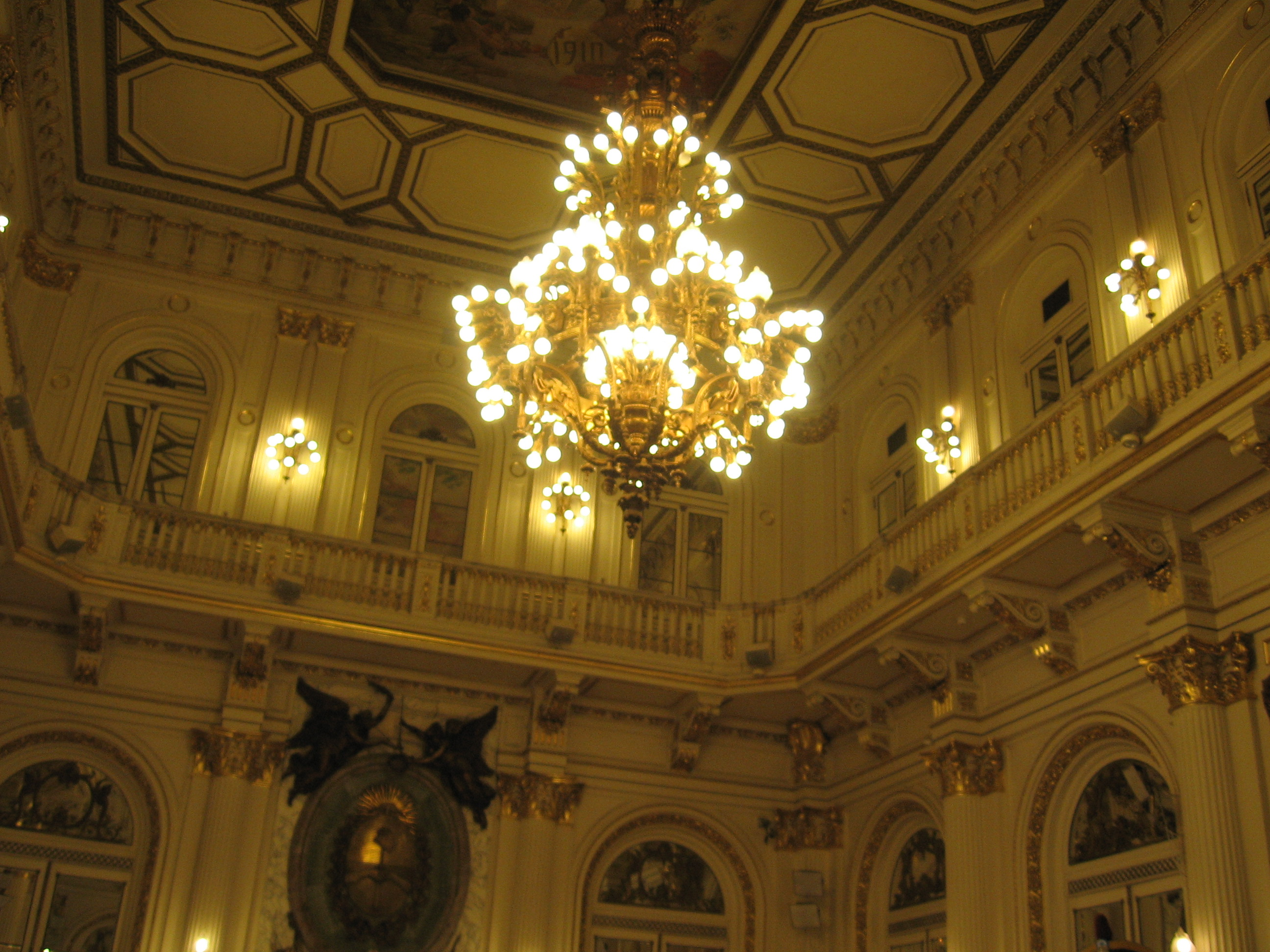
白厅悬挂的枝形吊燈

白厅天花板上悬挂着一幅意大利艺术家路易基·德塞尔维于1910年纪念五月革命百年祭典而创作的布面画。
房间中央的墙壁上建有装饰性的壁炉，上方安置着意大利艺术家埃托雷·希梅内斯用卡拉拉大理石制作的“祖国”半身像。在半身像上方悬挂着一面青铜制成的国徽，置于一块深浅不一的大理石匾额上。国徽左右侧装着一对手持荣耀号角的木质天使。

### 蓝厅
蓝厅位于玫瑰宫地下一层，展示着各国艺术作品，表达对不同绘画风格和潮流的敬意。画作优先选取突出阿根廷的风景地貌，表达阿根廷广袤的地理环境和多元省份。藏品按时期和流派排列。蓝厅各个房间采取统一专修风格，以蓝色墙壁、镀金装饰、气派枝形吊灯以及一张法国路易十四新巴洛克风格的镀金雕花木桌和大理石桌面。

### 新闻室

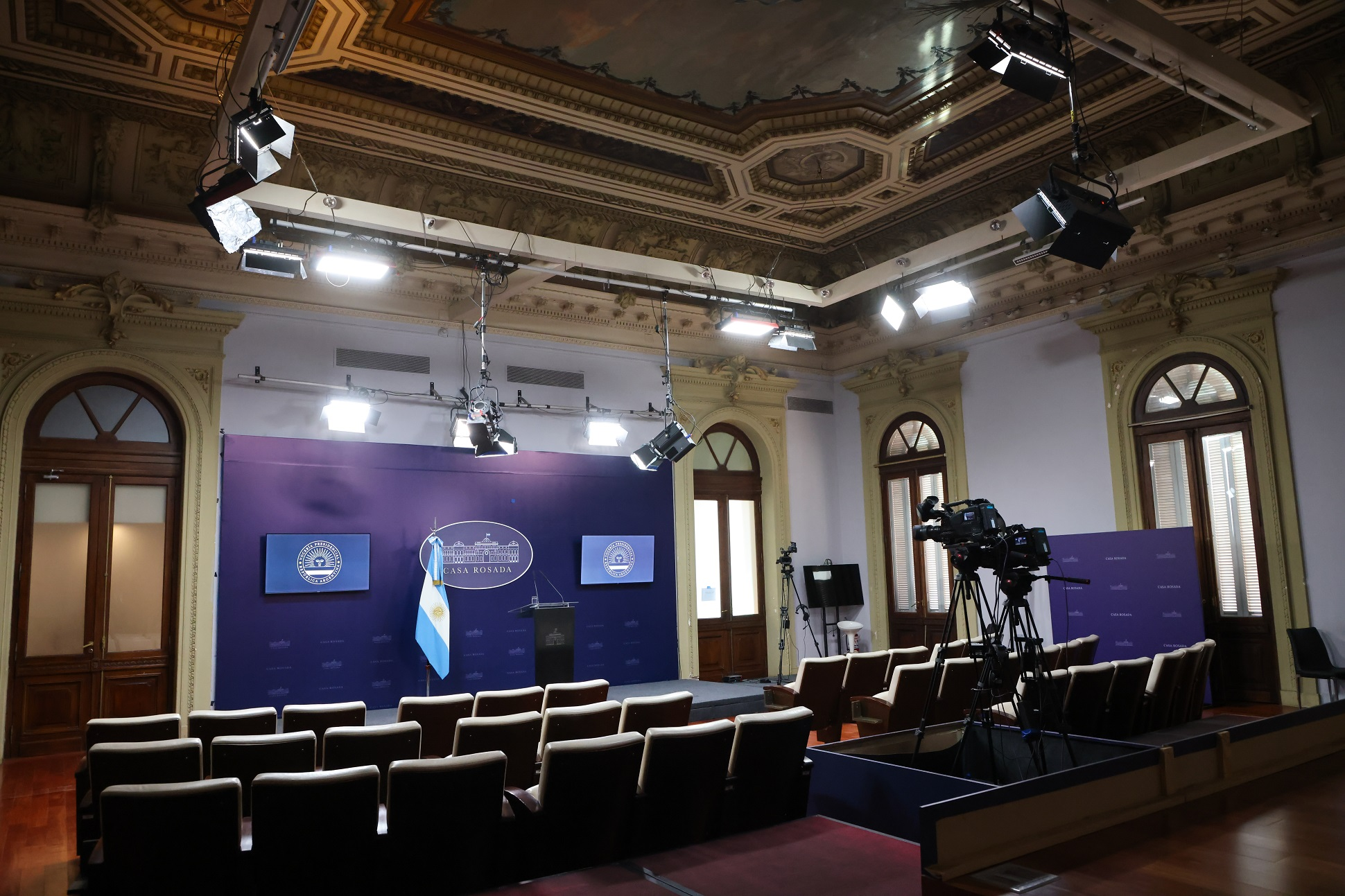
新闻室

2009年9月16日，在玫瑰宫在原艺术厅（西班牙語：Salón de las Artes）的房间设立“两百年思想家和作家厅”西班牙語：，旨在纪念阿根廷文化史上的历史人物致敬。房间内悬挂着劳尔·斯卡拉布里尼·奥尔蒂斯、阿图罗·豪雷切、豪尔赫·路易斯·博尔赫斯、亚力杭德拉·皮瓦尔尼克、玛丽亚·埃莱娜·沃尔什、恩里克·桑托斯·迪谢波洛、胡利奥·科塔萨尔、马里亚诺·莫雷诺、胡安·包蒂斯塔·阿尔韦迪、多明戈·福斯蒂诺·萨米恩托、莱奥波尔多·马雷查尔、阿罗多·孔蒂等阿根廷历史、文化、政治重要人物的画像。该房间配备了政府新闻发布会所需的一切。
自2023年12月起，该房间易名为“新闻室”（西班牙語：Sala de Prensa）并用于所有总统府的新闻发布会，但主要被总统发言人使用。

### 伊娃·庇隆厅

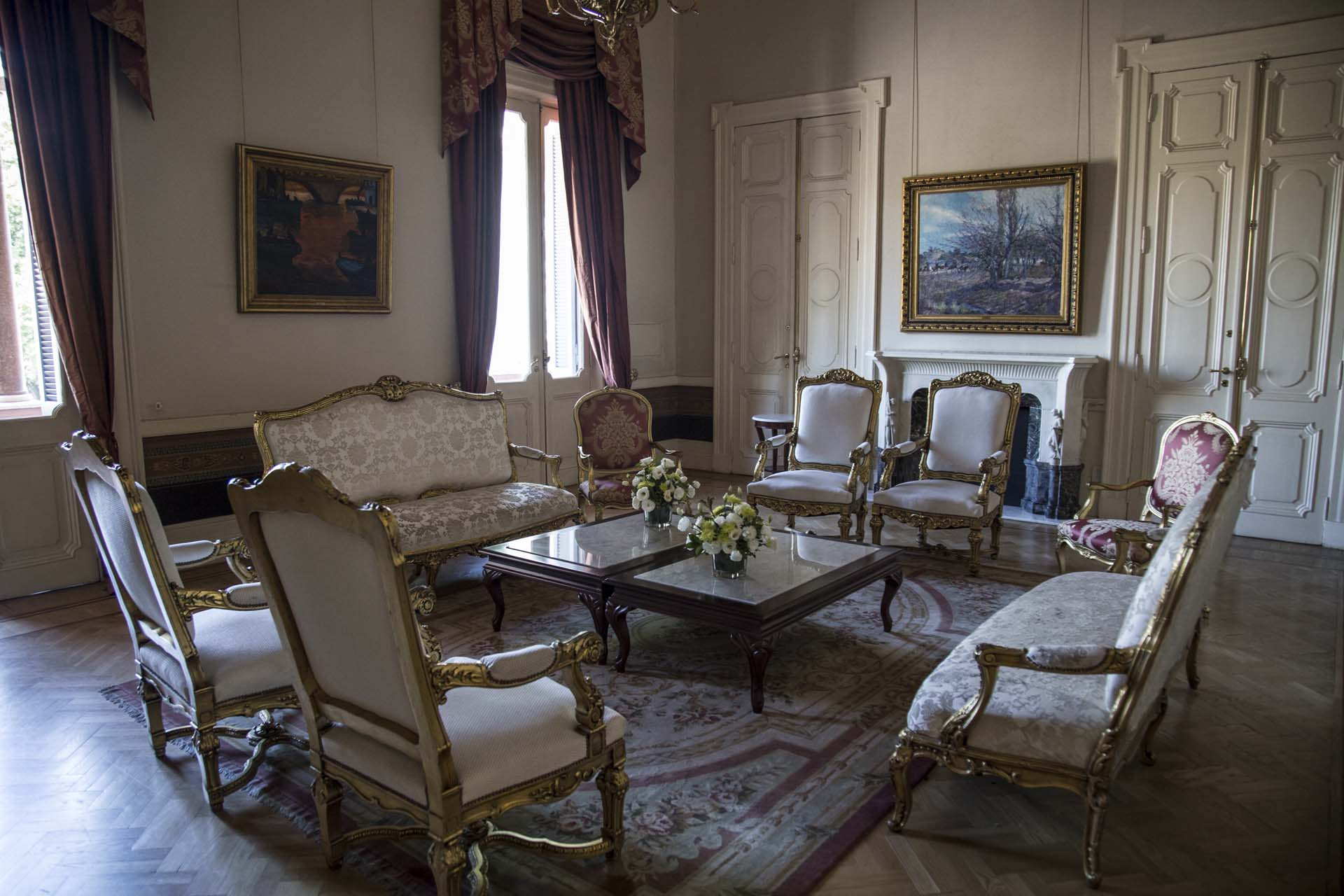
伊娃·庇隆厅

伊娃·庇隆厅（西班牙語：Salón Eva Perón）曾为副总统办公室，现展示着伊娃·庇隆相关的文件和照片。房间分为两个部分，餐厅和客厅。

### 阿根廷科学家厅

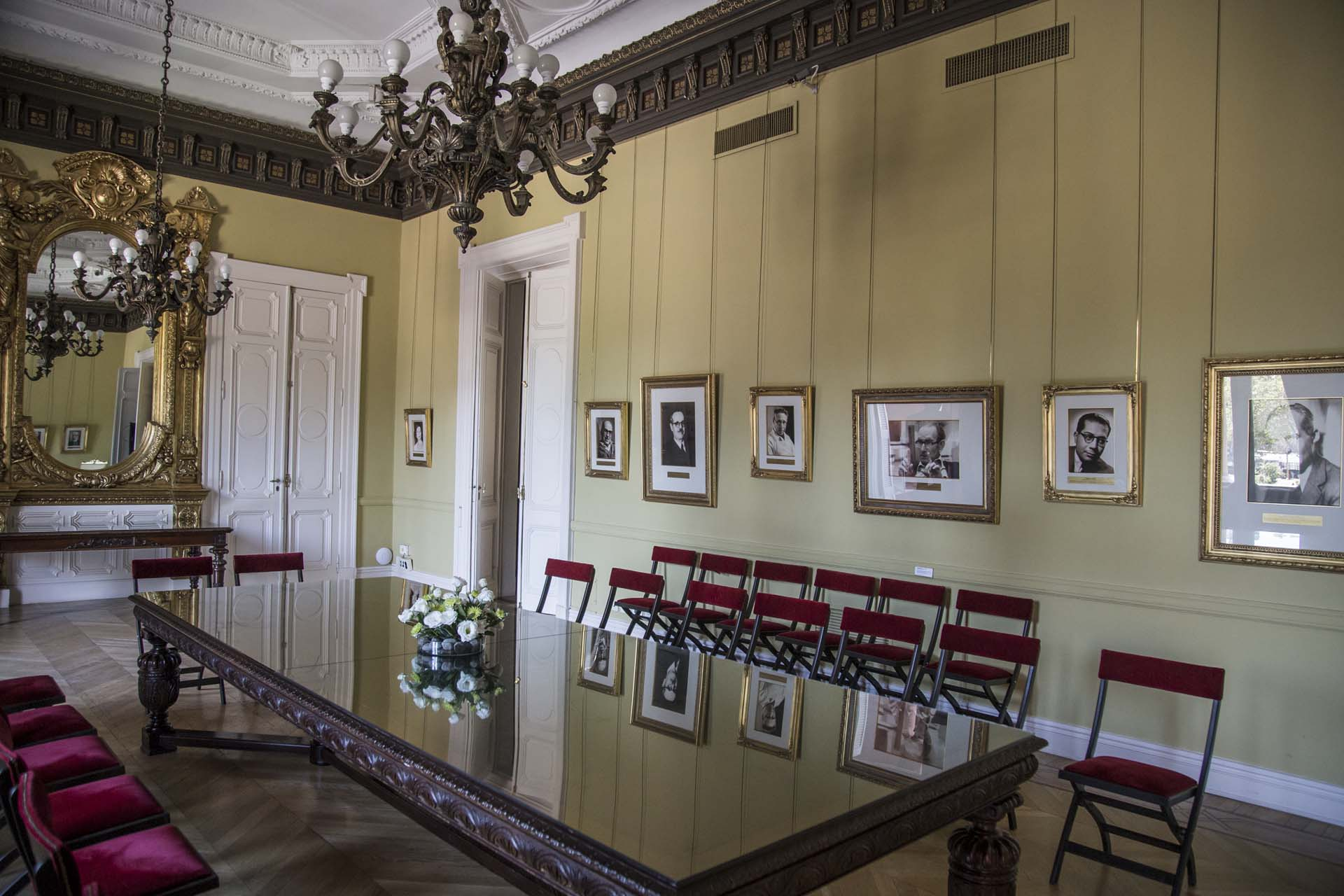
阿根廷科学家厅

阿根廷科学家厅（西班牙語：Salón de los Científicos Argentinos）于2009年9月1日在原礼宾办公室的基础上建立，展示着阿根廷三位诺贝尔自然科学奖得主贝尔纳多·奥赛、塞萨尔·米尔斯坦和卢伊斯·弗德里科·莱洛伊尔、前卫生部长拉蒙·卡里略和萨尔瓦多·马萨、弗洛伦蒂诺·阿梅吉诺和勒內·法瓦洛羅的画像。

### 南厅

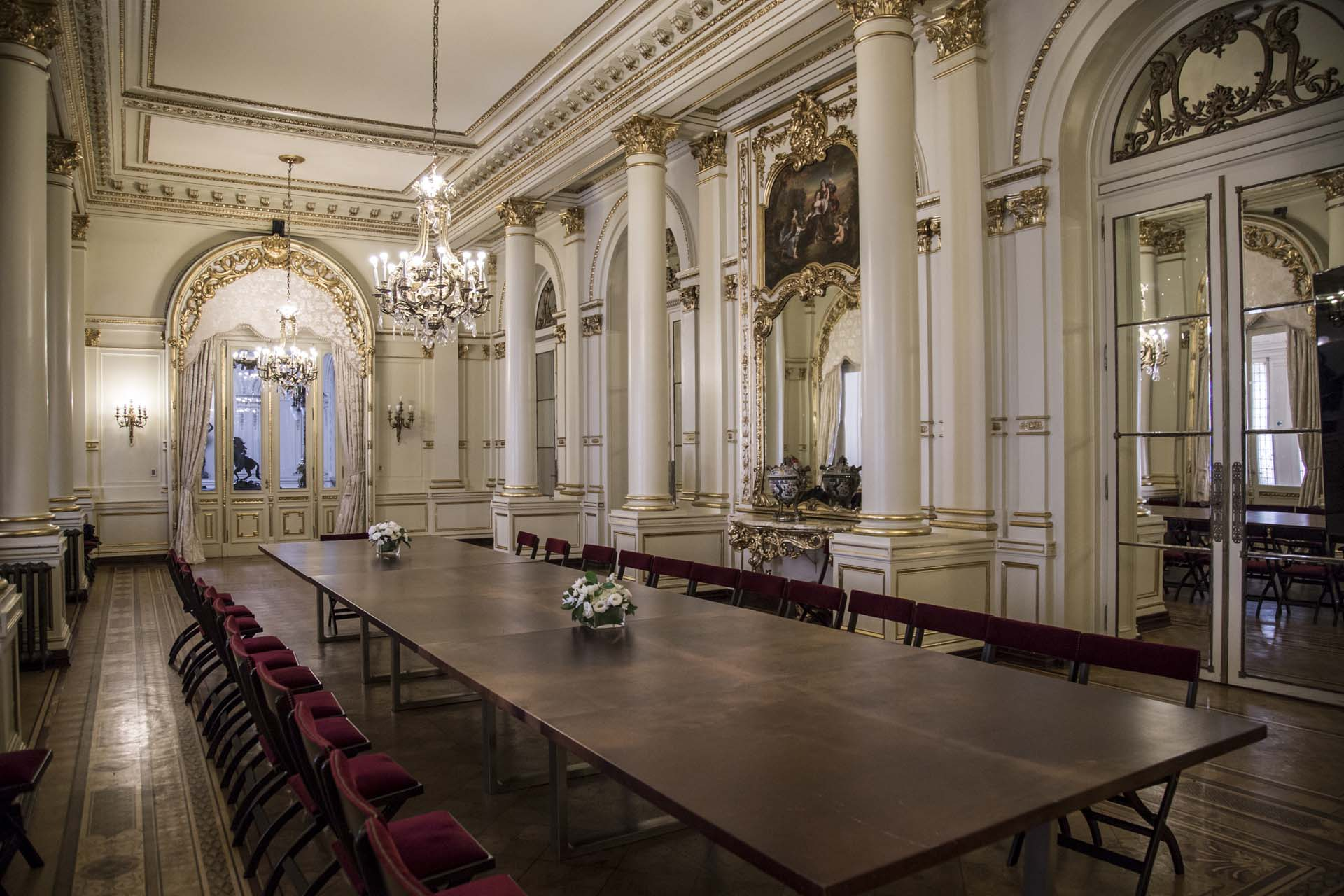
南厅

南厅（西班牙語：Salón Sur）一侧连接着彩色玻璃长廊、另一侧连接着白厅。由于毗邻白厅，有时被当作后者的延伸。相比白厅，南厅的装修更为简朴，但天花板和墙壁上装饰着精美的线脚以及引人注目的装饰灰泥。柱子上雕刻着数量丰富的简洁浮雕。天花板上悬挂着一盏镶有水晶叶的青铜吊灯并配有壁灯。

### 北厅

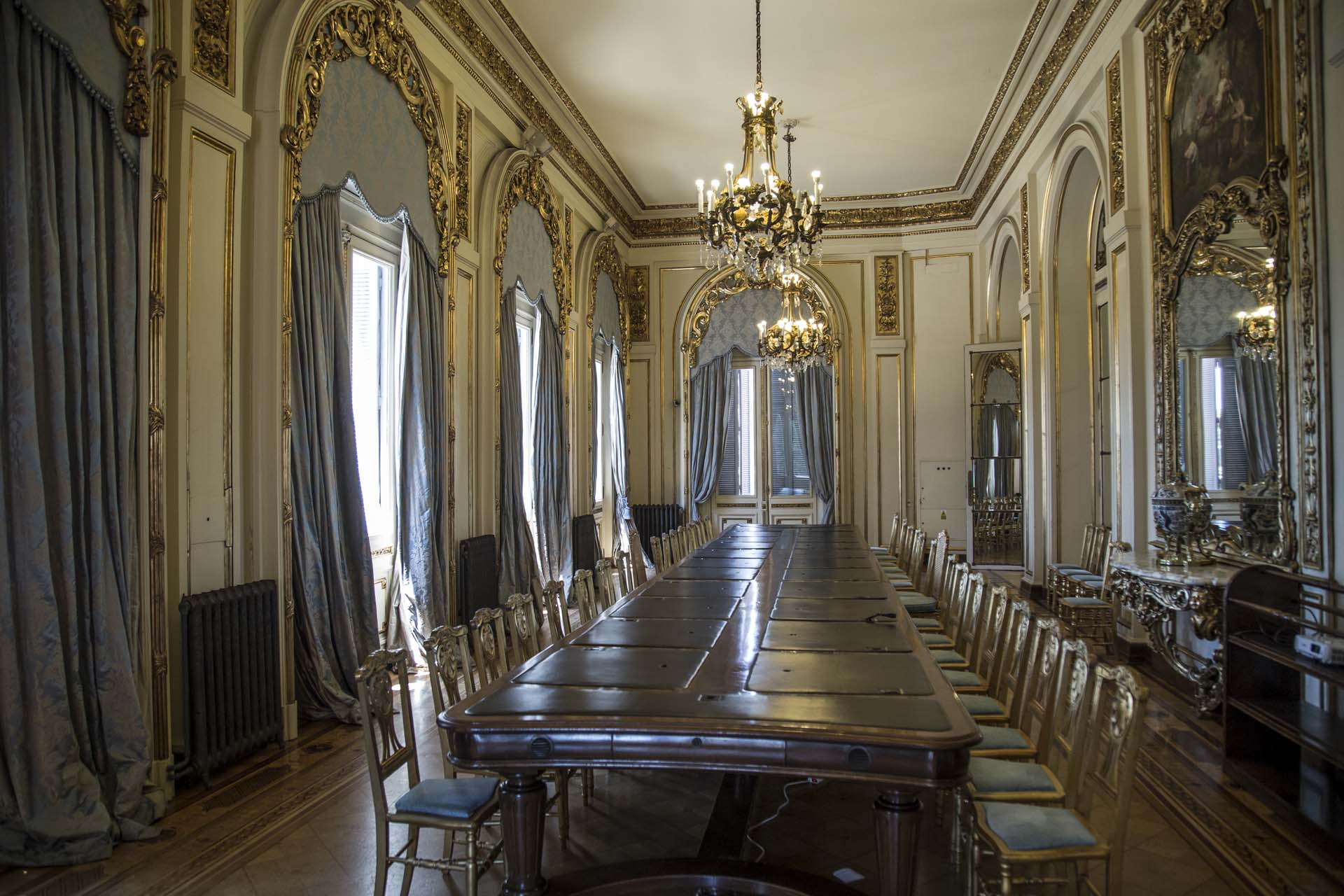
北厅

北厅长期以来被用于内阁会议，因此也被称为共识厅（Salón de los Acuerdos），房间内设有一张维多利亚风格的红木协议桌。
历史上，历任总统的半身像都放置在这间房间。但后来这些半身像被移至荣誉厅。现今北厅被用于会议。

### 马尔维纳斯英雄厅

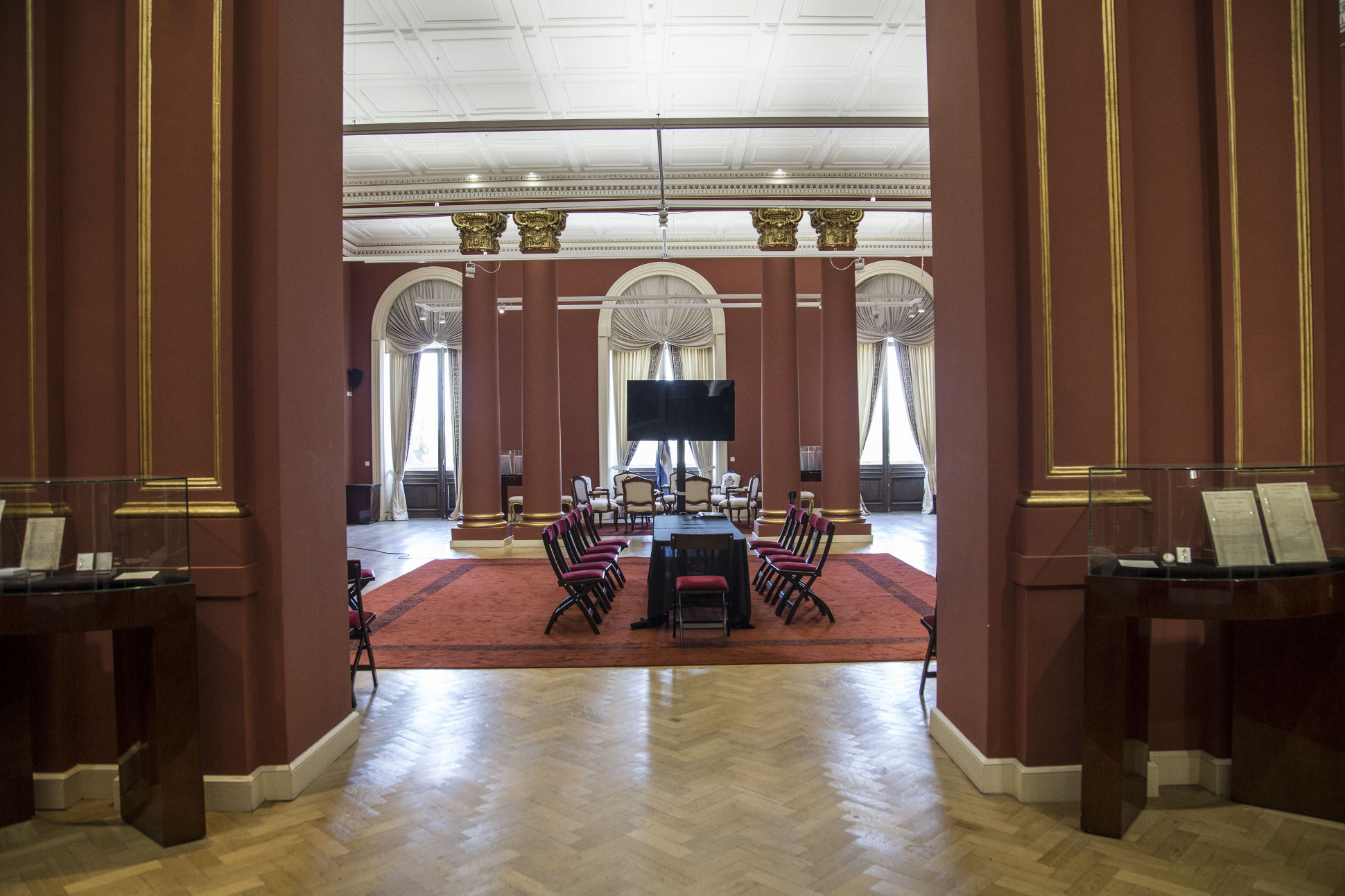
原住民厅

2014年4月14日，原住民厅（西班牙語：Salón de los Pueblos Originarios）取代了此前的哥伦布厅（西班牙語：Salón Colón）。
宽敞的房间墙壁采用火漆色，象征着大地。此前，墙上曾以时间轴的方式摆放着各个部落的图画。房间内铺着带有原住民图案的酒红色地毯。房间中央摆放着一张查卡纳十字形状的桌子，象征安第斯文化的融合。桌子中央摆放着一面印加旗幟。客厅前悬挂一副卡穆苏-艾克保护区最后一位酋长的画像，以及一副一群特韋爾切斯人在帐篷前的画作。此外还展示了胡安·包蒂斯塔·安布罗塞蒂民族博物馆的考古文物。

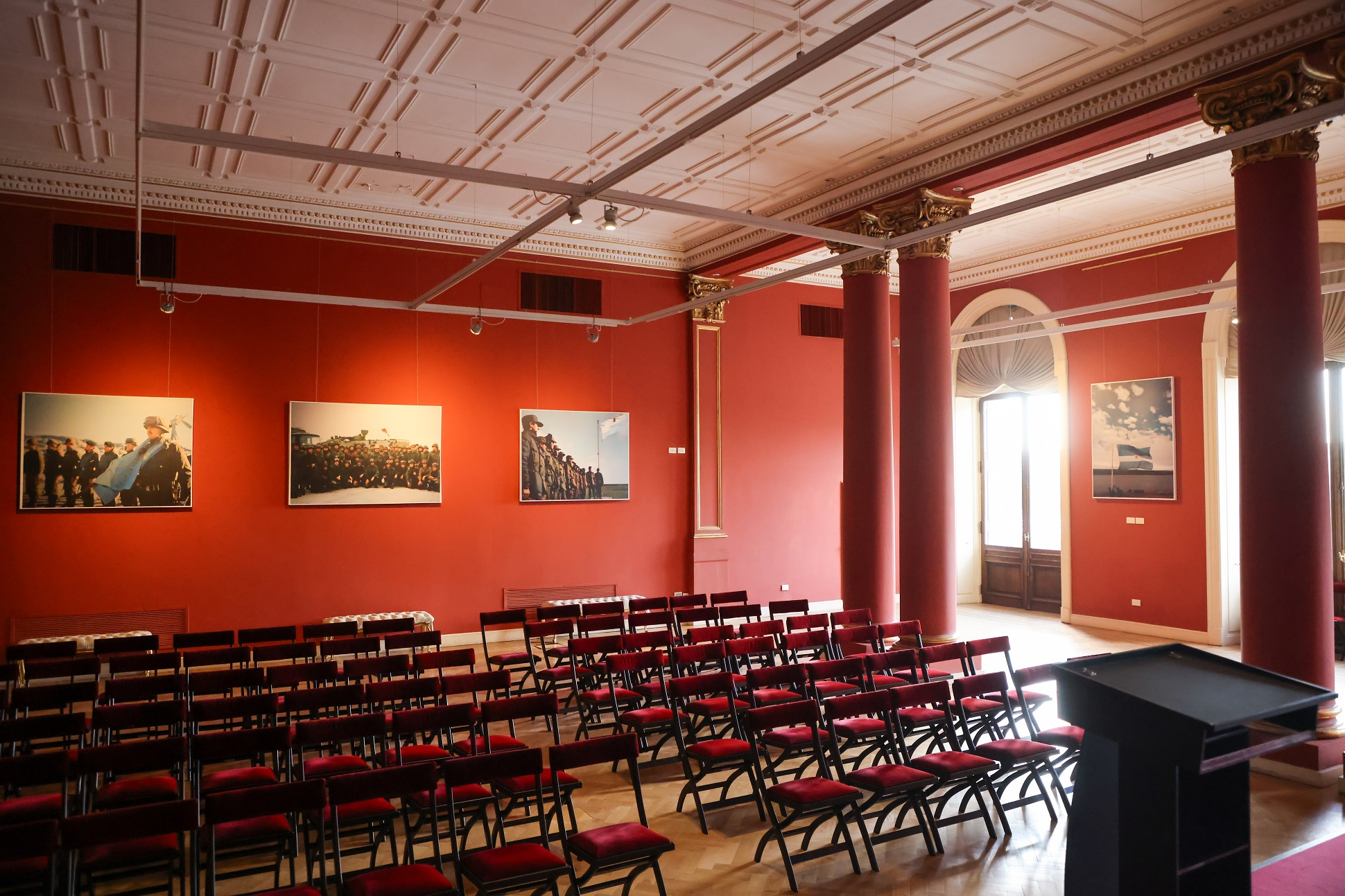
马尔维纳斯英雄厅

2024年4月2日，在马尔维纳斯群岛战争纪念仪式上，根据总统府国务秘书长的指示，该厅易名为马尔维纳斯英雄厅（西班牙語：Salón Héroes de Malvinas）。目前展出了战争期间的战斗人员的照片以及一些士兵和军官的物品陈列馆。

### 马丁·菲耶罗厅
2010年10月，以何塞·埃尔南德斯创作的高乔人马丁·菲耶罗为名的大厅落成。房间的其中一面墙上悬挂着里卡多·卡帕尼创作的《马丁·菲耶罗》壁画，此外还有作家何塞·埃尔南德斯肖像、金匠胡安·卡洛斯·帕拉罗尔斯用银制作的马黛茶杯，以及绣有阿根廷国徽的小羊駝毛毯。

### 英雄厅
2009年3月，时任总统克里斯蒂娜·费尔南德斯·德基什内尔为此厅揭幕并命名为妇女厅（Salón de las Mujeres），主要用于总统演说。2016年，毛里西奥·马克里关闭该厅。2020年，阿尔韦托·费尔南德斯将其改建为办公室。2024年3月8日，哈維爾·米萊总统将其命名为英雄厅（Salón de los Próceres）。
大厅悬挂着阿根廷英雄、政治家和知识分子的巨幅照片，其中就有何塞·德圣马丁、曼努埃尔·贝尔格拉诺、胡安·包蒂斯塔·阿尔韦迪、埃斯特万·埃切维里亚、胡利奥·阿亨蒂诺·罗加、卡洛斯·梅内姆等。

### 荣耀长廊

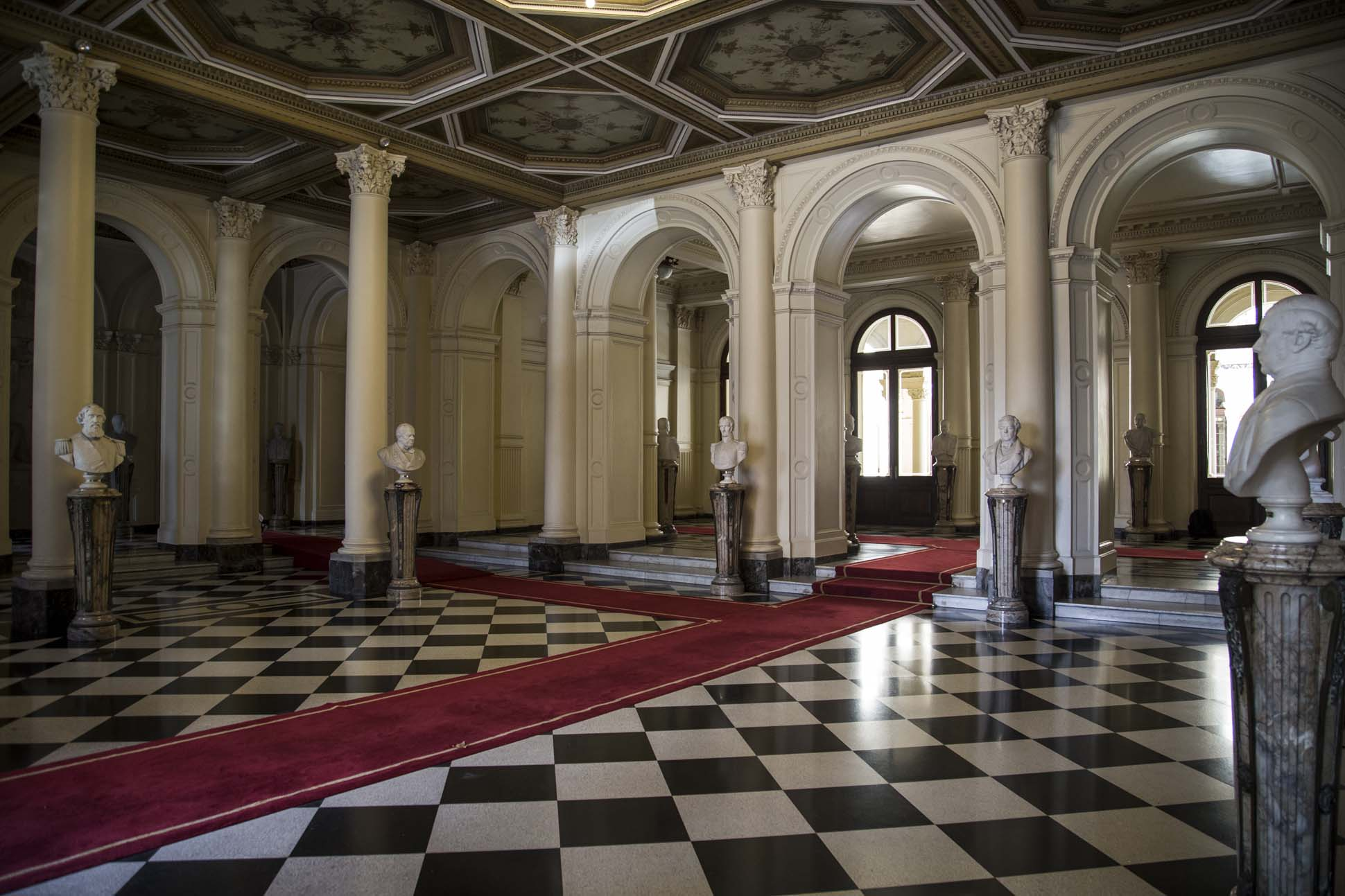
荣耀长廊

荣耀长廊（西班牙語：Hall de Honor）或总统半身像长廊（西班牙語：Galería de los Bustos Presidenciales）指的是从玫瑰宫位于里瓦达维亚街正门进入后的房间。这间房间的两侧墙壁上放置着两幅由何塞·菲奥拉万蒂制作的装饰艺术风格的浮雕，象征着“年轻祖国的荣耀”和“种族的英雄情操”。
主入口对面的墙上有一组玻璃门，可通往“棕榈庭院”。荣誉廊周围是“半身像廊”，其中用卡拉拉大理石雕刻了所有已故阿根廷总统的画像。首批半身像于1883年至1884年间由胡利奥·阿亨蒂诺·罗加总统委托制作。

## 总统府博物馆
建立在东楼的地下一层，于1957年5月27日对外开放。馆内主要收藏历任总统使用过的私人用品，及其肖像，雕塑。里面的收藏包括多明戈·福斯蒂诺·萨米恩托总统使用过的桌椅，胡利奥·阿亨蒂诺·罗加、伊波利托·伊里戈延和何塞·埃瓦里斯托·乌里布鲁总统使用过的专车，还有其他历届总统使用过的制服，绶带，权杖等等。也包括总统夫人的首饰，最出名的是伊娃·裴隆用过的红宝石项链。按照规定，总统离任三十年后，其物品才有进入博物馆的资格。

## 建筑特点及趣闻
- 玫瑰宫是标准的十九世纪意大利风格的建筑。整个建筑楼高三层，但东楼加上地下一层为四层。
- 北楼面向里瓦达维亚大道是总统府的正门，接待重要来宾皆从此门出入。
- 1850年，根据时任总统多明戈·福斯蒂诺·萨米恩托的建议，将外墙涂成了粉红色（以前是白色的外墙）。据说选择粉色是为了调和当时两大党派的纷争，此言真实性不定。但一百多年来，各届政府一直沿用了该色，因此总统府也被称为玫瑰宫。
- 另据传说，当时特地在涂料中混合加入了石灰，牛血、牛油以保证外墙不易褪色。

## 位置

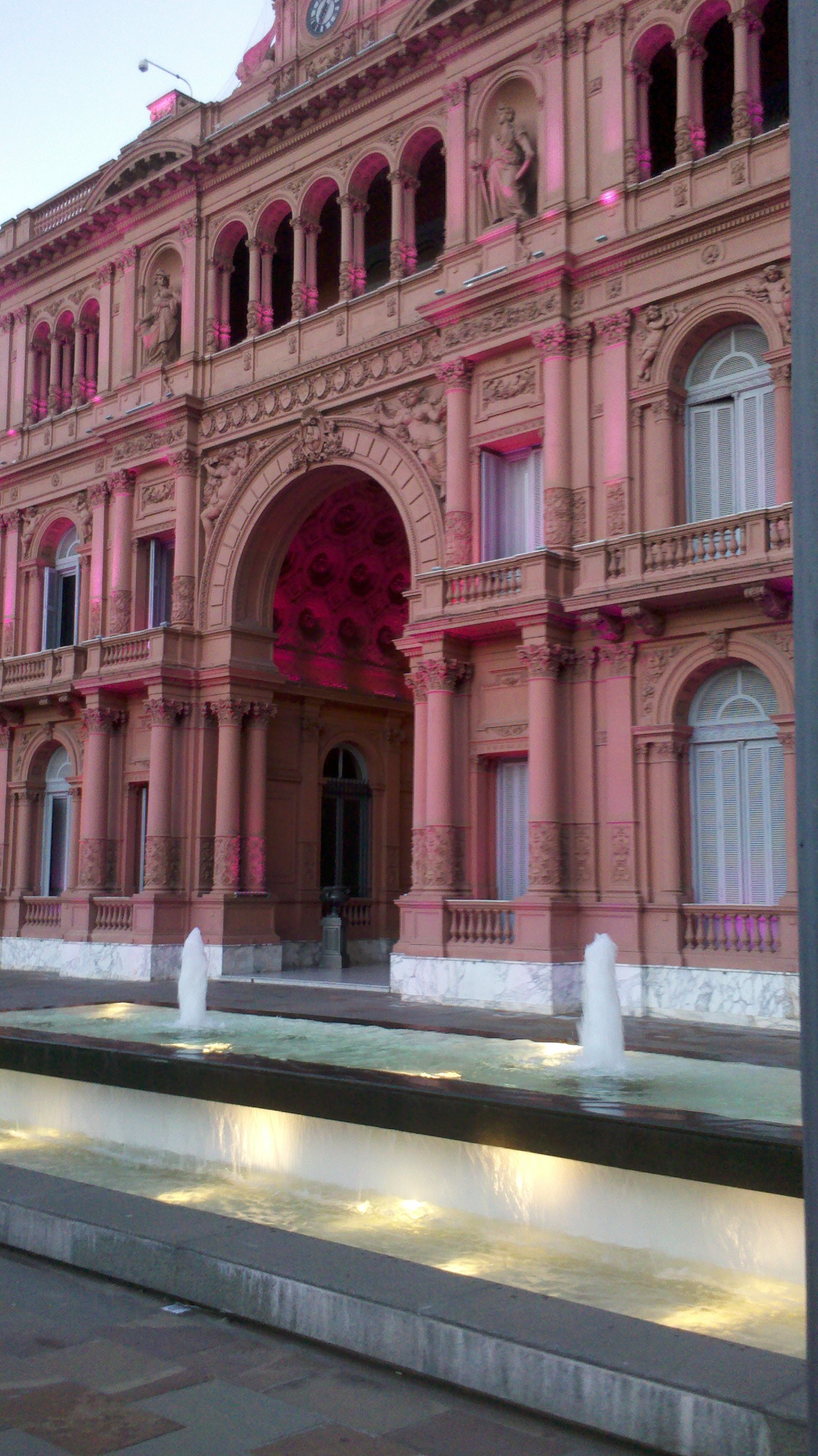
总统府面对五月广场的全貌，正对中门的青铜雕像为该国国父圣马丁。

总统府坐落在阿根廷首都布宜诺斯艾利斯市蒙塞拉特区巴尔卡塞街50号。背靠拉普拉塔河，两旁分别是经济部，国家税务中心和国家银行中央银行等重要国家部门。总统府正面面对五月广场，广场是阿根廷人民庆祝重大活动的地方。

## 現任總統
現任阿根廷總統是2023年12月10日上任的哈維爾·米萊。

## 总统府侍卫

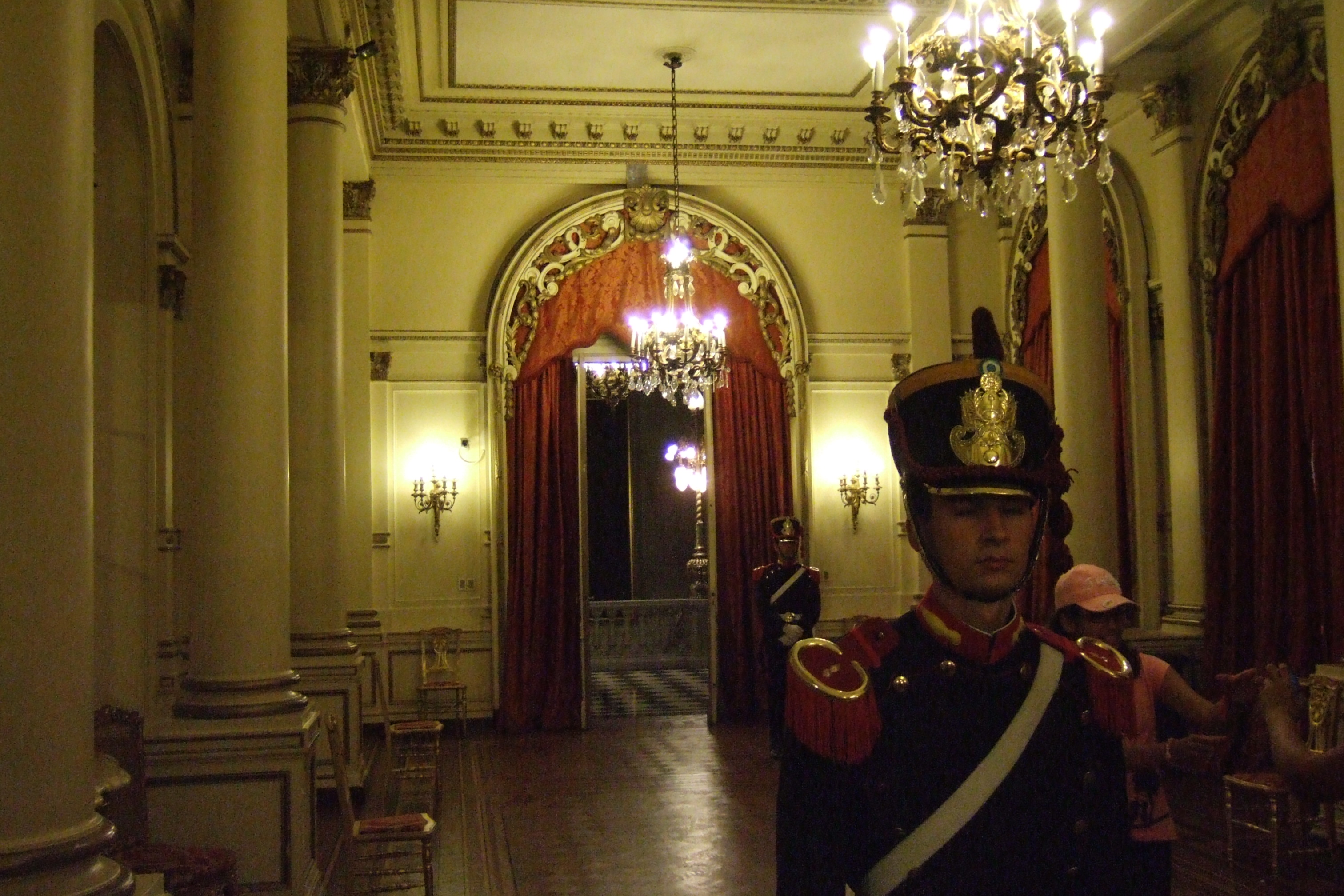
身着传统军服的侍卫官。

总统府卫队由阿根廷国父圣马丁命名的军团的士官担任。士官们皆身着皮靴高帽佩剑的传统礼仪军服。

## 外部連結
- Official site
- YouTube channel （页面存档备份，存于）

34°36′29″S 58°22′13″W / 34.60806°S 58.37028°W